# Rogier Poitevin
Rogier Poitevin (circa 1065 - 1123) was een Normandische edelman die in Engeland grote landerijen bezat. Via zijn huwelijk was hij van 1098 tot 1117 eveneens graaf van La Marche. Hij behoorde tot het huis Montgomery. 

## Levensloop
Rogier Poitevin was de derde zoon van Rogier II van Montgomery, de eerste graaf van Shrewsbury, en diens echtgenote Mabilla van Bellême. Tegen het jaar 1086 slaagde hij erin om aanzienlijke bezittingen te verwerven in Engeland: zo bezat hij omvangrijke landerijen in Salfordshire (het zuidoostelijke deel van Lancashire), Essex, Suffolk, Nottinghamshire, Derbyshire, Lincolnshire en Hampshire. Het grootste deel van zijn bezittingen lag tussen de rivieren Mersey en Ribble en later werd hij tot baron van Lancaster. In 1088 was hij commandant in de veldtocht van de Engelse koning Willem II van Engeland tegen de bisschop van Durham, die in opstand was gegaan. Roger Poitevin slaagde erin om de bisschop van Durham te verslaan en leidde succesvol de vredesonderhandelingen tussen de bisschop en Willem II van Engeland. Als dank hiervoor werd hij rond 1090 benoemd tot de eerste heer van Bowland en baron van Eye.
Ook rond het jaar 1090 huwde Rogier Poitevin met Almodis van La Marche, de zus en latere erfgename van graaf Boso III van La Marche. Toen Boso III in 1091 stierf, konden Rogier Poitevin en Almodis blijkbaar hun erfgebieden in Frankrijk niet bereiken, waardoor haar oom Odo I het bestuur van het graafschap La Marche overnam.
Het was in deze periode dat Rogier Poitevin koning Willem II van Engeland steunde bij diens invasie in Cumbria, waardoor de grens van Normandisch Engeland tot aan de stad Carlisle kwam te liggen. Door deze steun kreeg hij in 1092 grote stukken van het huidige Lancashire toegewezen, waardoor zijn landerijen reikten tot aan de Lune-rivier en hij de controle verwierf over de gebieden tussen de regio's Furness en Cartmel. 
In 1094 werd Rogier Poitevin door Willem II naar Frankrijk gezonden met de opdracht om de burcht van Argentan in Normandië te verdedigen tegen de Fransen. Al op de eerste dag van de belegeringen gaven de troepen van Rogier Poitevin zich echter over aan koning Filips I van Frankrijk. Rogier en zijn soldaten werden vervolgens gevangengezet en werden na het betalen van een grote som losgeld vrijgelaten. Omdat Filips een bondgenoot was van hertog Robert II van Normandië, een tegenstander van koning Willem II van Engeland, werd de overgave van Rogier Poitevin aan Filips aanzien als verraad tegen Willem II. Als gevolg hierdoor werd Rogier voor geen enkele opdracht meer gevraagd, maar zijn bezittingen in Engeland waren niet in gevaar. In 1102 kwam zijn broer Robert II van Bellême in opstand tegen de nieuwe Engelse koning Hendrik I, waarbij Rogier de kant koos van zijn broer. Hierdoor verloor hij zijn Engelse bezittingen.
Ondertussen waren Rogier Poitevin en zijn echtgenote Almodis in 1098 graven van La Marche geworden, waarbij Rogier de macht volledig in handen had. In 1109 keerde hij nog kort terug naar het koninklijk hof in Engeland, maar hij kreeg zijn vroegere Engelse bezittingen niet terug. In 1113 droeg Rogier Poitevin de macht in het graafschap La Marche over aan zijn zoon Adelbert III, maar hij bleef nog wel titelvoerend graaf van La Marche tot aan de dood van zijn echtgenote in 1117. In 1123 stierf Rogier Poitevin.

## Nakomelingen
Rogier Poitevin en Almodis kregen vijf kinderen:
- Adelbert III (overleden in 1145), graaf van La Marche
- Boso IV (overleden in 1118)
- Odo II
- Ponce, huwde met graaf Wulgrin II van Angoulême
- Avice (overleden na 1149), huwde eerst met Willem Peveril en daarna met Richard van Monville